# 谏珂
谏珂，中国古代传说中的鸟名。身体有纹路，脚红，厌鸟喜狐，记载于《说苑·辨物》。位于东方。

## 记载
汉 刘向 《说苑·辨物》：“平公(晋平公)异日出朝,有鸟环平公不去,平公顾谓师旷曰: “吾闻之也,霸王之主,凤下之。今者出朝,有鸟环寡人,终朝不去,是其凤鸟乎? ”师旷曰: “东方有鸟,名谏珂,其为鸟也，文身而朱足，憎鳥而愛狐。’”
明 杨慎 《凤赋》：“西有鳻雀，東有諫珂，北有定甲，南有錦駝。”